# 304-й истребительный авиационный полк
304-й истребительный авиационный полк (304-й иап) — воинская часть Военно-воздушных сил (ВВС) Вооружённых Сил РККА, принимавшая участие в боевых действиях Великой Отечественной войны и Советско-японской войны.

## Наименования полка
За весь период своего существования полк своё наименование не менял:
- 304-й истребительный авиационный полк;
- 304-й истребительный авиационный полк ПВО;
- Войсковая часть Полевая почта 65365.

## Создание полка
304-й истребительный авиационный полк сформирован 1 января 1941 года в ВВС Дальневосточного фронта по штату 15/21 на основе двух эскадрилий 48-го иап и одной аэ 47-го иап на самолётах И-16.
| ЛаГГ-3 | И-16 |

## Переименование и расформирование полка
- 304-й истребительный авиационный полк в ноябре 1950 года был передан в состав 297-й истребительной авиационной дивизии ПВО и получил наименование 304-й истребительный авиационный полк ПВО;
- 304-й истребительный авиационный полк ПВО 30 мая 1960 года был расформирован вместе с дивизией в составе 88-го истребительного авиационного корпуса ПВО 52-й воздушной истребительной армии ПВО Московского округа ПВО[1][2][3].

## В действующей армии
В составе действующей армии:
- с 9 августа 1945 года по 3 сентября 1945 года.

## Командиры полка
- майор Федоренко Георгий Семёнович[5], 12.1940 - 03.1942
- капитан, майор Андрианов Александр Степанович, 03.1942 — 03.1944
- майор, подполковник Семишев Павел Петрович[6], 04.1944 — 12.1945
- подполковник, полковник Антонов, Павел Николаевич 10.1954 — 31.05.1960

## В составе соединений и объединений
| Период        | Фронт (округ)                          | армия                                   | корпус                                     | дивизия                                      | примечание                                                                                     |
| ------------- | -------------------------------------- | --------------------------------------- | ------------------------------------------ | -------------------------------------------- | ---------------------------------------------------------------------------------------------- |
| 01.01.1941 г. | Дальневосточный фронт                  | ВВС фронта                              |                                            |                                              | И-16                                                                                           |
| 01.06.1941 г. | Дальневосточный фронт                  | ВВС 1-й Краснознамённой армии           |                                            | 32-я смешанная авиационная дивизия           | И-16                                                                                           |
| 01.09.1941 г. | Дальневосточный фронт                  | ВВС 1-й Краснознамённой армии           |                                            | 32-я смешанная авиационная дивизия           | Переформирован по штату 015/134; 4-я аэ передана на формирование 528-го иап. Получил 10 ЛаГГ-3 |
| 01.12.1941 г. | Дальневосточный фронт                  | ВВС 1-й Краснознамённой армии           |                                            | 32-я смешанная авиационная дивизия           | Передал одну эскадрилью на формирование 531-го иап                                             |
| 01.06.1941 г. | Дальневосточный фронт                  | ВВС 1-й Краснознамённой армии           |                                            | 32-я смешанная авиационная дивизия           | Получил ещё 14 ЛаГГ-3                                                                          |
| 15.08.1942 г. | Дальневосточный фронт                  | 9-я воздушная армия                     |                                            | 32-я истребительная авиационная дивизия      | Передал одну эскадрилью на формирование 917-го иап                                             |
| 05.01.1943 г. | Дальневосточный фронт                  | 9-я воздушная армия                     |                                            | 32-я истребительная авиационная дивизия      | Передал одну эскадрилью на формирование 917-го иап                                             |
| 01.07.1944 г. | Дальневосточный фронт                  | 9-я воздушная армия                     |                                            | 32-я истребительная авиационная дивизия      | Полностью перевооружён на самолёты ЛаГГ-3 (до этого одна аэ имела И-16, а две другие — ЛаГГ-3) |
| 01.08.1944 г. | Дальневосточный фронт                  | 9-я воздушная армия                     |                                            | 32-я истребительная авиационная дивизия      | Переформирован по штату 015/364                                                                |
| 23.11.1944 г. | Дальневосточный фронт                  | 9-я воздушная армия                     |                                            | 32-я истребительная авиационная дивизия      | Получил 4 истребителя Як-9                                                                     |
| 13.03.1945 г. | Приморская Группа Войск                | 9-я воздушная армия                     |                                            | 32-я истребительная авиационная дивизия      |                                                                                                |
| 01.04.1945 г. | Приморская Группа Войск                | 9-я воздушная армия                     |                                            | 32-я истребительная авиационная дивизия      | Полностью перевооружён с ЛаГГ-3 и Як-9 на Ла-7                                                 |
| 05.08.1945 г. | 1-й Дальневосточный фронт              | 9-я воздушная армия                     |                                            | 32-я истребительная авиационная дивизия      | Ла-7                                                                                           |
| 08.08.1945 г. | 1-й Дальневосточный фронт              | 9-я воздушная армия                     |                                            | 32-я истребительная авиационная дивизия      | Имел в боевом составе 50 Ла-7                                                                  |
| 09.08.1945 г. | 1-й Дальневосточный фронт              | 9-я воздушная армия                     |                                            | 32-я истребительная авиационная дивизия      | вступил в боевые действия на Ла-7                                                              |
| 03.09.1945 г. | 1-й Дальневосточный фронт              | 9-я воздушная армия                     |                                            | 32-я истребительная авиационная дивизия      | окончил боевые действия                                                                        |
| 30.09.1945 г. | Приморский военный округ               | 9-я воздушная армия                     |                                            | 32-я истребительная авиационная дивизия      | Ла-7                                                                                           |
| 20.02.1949 г. | Приморский военный округ               | 54-я воздушная армия                    |                                            | 32-я истребительная авиационная дивизия      | Ла-7                                                                                           |
| 01.11.1950 г. | Комсомольско-Хабаровский район ПВО     |                                         | 50-й истребительный авиационный корпус ПВО | 297-я истребительная авиационная дивизия ПВО | Ла-7                                                                                           |
| 01.11.1950 г. | Оперативная группа советских ВВС в КНР |                                         |                                            | 297-я истребительная авиационная дивизия ПВО | МиГ-15                                                                                         |
| 01.11.1951 г. | Московский район ПВО                   | 64-я воздушная истребительная армия ПВО | 88-й истребительный авиационный корпус ПВО | 297-я истребительная авиационная дивизия ПВО | МиГ-15                                                                                         |
| 01.02.1952 г. | Московский район ПВО                   | 52-я воздушная истребительная армия ПВО | 88-й истребительный авиационный корпус ПВО | 297-я истребительная авиационная дивизия ПВО | МиГ-15                                                                                         |
| 20.08.1954 г. | Московский округ ПВО                   | 52-я воздушная истребительная армия ПВО | 88-й истребительный авиационный корпус ПВО | 297-я истребительная авиационная дивизия ПВО | МиГ-17                                                                                         |
| 30.05.1960 г. | Московский округ ПВО                   | 52-я воздушная истребительная армия ПВО | 88-й истребительный авиационный корпус ПВО | 297-я истребительная авиационная дивизия ПВО | МиГ-17, расформирован                                                                          |

## Участие в операциях и битвах
- Харбино-Гиринская наступательная операция с 9 августа 1945 года по 2 сентября 1945 года

## Благодарности Верховного Главнокомандующего
За проявленные образцы мужества и героизма при овладении городами Цзямусы, Мэргэнь, Бэйаньчжэнь, Гирин, Дайрэн, Жэхэ, Мишань, Мукден, Порт-Артур, Харбин, Цицикар, Чанчунь, Яньцзи Верховным Главнокомандующим лётчикам полка в составе 32-й иад объявлена благодарность.

## Итоги боевой деятельности полка
Всего за годы Советско-японской войны полком:
| Выполнено боевых вылетов | Проведено воздушных боев | Сбито самолётов противника |
| ------------------------ | ------------------------ | -------------------------- |
| 99                       | 2                        | 1 (бомбардировщик СБ-100)  |

Свои потери:
| Потеряно самолётов, всего                                         | Погибло лётчиков всего    |
| ----------------------------------------------------------------- | ------------------------- |
| 4 (сбито в воздушном бою — 1, не вернулось с боевого задания — 3) | 1 (погиб в воздушном бою) |

## Самолёты на вооружении
| Период               | Самолёты |
| -------------------- | -------- |
| 01.1941 — 07.1944    | И-16     |
| 09.1941 — 04.1945    | ЛаГГ-3   |
| 23.11.1944 — 04.1945 | Як-9     |
| 04.1945 — 1951       | Ла-7     |
| 1951 — 1954          | МиГ-15   |
| 1954 — 1960          | МиГ-17   |

## Базирование
| Период            | Аэродром                             |
| ----------------- | ------------------------------------ |
| 10.1945 — 11.1950 | Варфоломеевка, Приморский край       |
| 11.1950 — 10.1951 | Харбин, КНР (Обучение лётчиков НОАК) |
| 10.1951 — 05.1960 | Вязьма (Двоевка), Смоленская область |